# St. Petersburg Ladies Trophy 2020 - Qualificazioni singolare
Le qualificazioni del singolare del St. Petersburg Ladies Trophy 2020 sono state un torneo di tennis preliminare per accedere alla fase finale della manifestazione. Le vincitrici dell'ultimo turno sono entrate di diritto nel tabellone principale. In caso di ritiro di una o più giocatrici aventi diritto a queste sono subentrate le lucky loser, ossia le giocatrici che hanno perso nell'ultimo turno ma che avevano una classifica più alta rispetto alle altre partecipanti che avevano comunque perso nel turno finale.

## Teste di serie
1. Fiona Ferro (ultimo turno)
2. Alizé Cornet (qualificata)
3. Vitalia Diatchenko (qualificata)
4. Kristie Ahn (qualificata)
5. Tímea Babos (ultimo turno)
6. Anastasia Potapova (qualificata)

1. Varvara Gracheva (primo turno)
2. Margarita Gasparyan (primo turno)
3. Liudmila Samsonova (qualificata)
4. Natalia Vikhlyantseva (ultimo turno)
5. Pauline Parmentier (ultimo turno)
6. Tereza Martincová (ultimo turno)

## Qualificate
1. Océane Dodin
2. Alizé Cornet
3. Vitalia Diatchenko

1. Kristie Ahn
2. Liudmila Samsonova
3. Anastasia Potapova

## Tabellone

### Legenda
| - Q = Qualificato - WC = Wild card - LL = Lucky loser | - ALT = Alternate - SE = Special Exempt - PR = Protected Ranking | - w/o = Walkover - r = Ritirato - d = Squalificato |

### Sezione 1
|  | Primo turno | Primo turno      | Primo turno      | Primo turno | Primo turno |  |  | Ultimo turno | Ultimo turno | Ultimo turno | Ultimo turno | Ultimo turno |  |
|  |             |                  |                  |             |             |  |  |              |              |              |              |              |  |
|  | 1           | Fiona Ferro      | Fiona Ferro      | 7           | 6           |  |  |              |              |              |              |              |  |
|  |             | Marina Melnikova | Marina Melnikova | 5           | 4           |  |  | 1            | Fiona Ferro  | Fiona Ferro  | 67           | 65           |  |
|  |             | Océane Dodin     | Océane Dodin     | 6           | 6           |  |  |              | Océane Dodin | Océane Dodin | 7            | 7            |  |
|  | 7           | Varvara Gracheva | Varvara Gracheva | 4           | 2           |  |  |              |              |              |              |              |  |

### Sezione 2
|  | Primo turno | Primo turno          | Primo turno          | Primo turno | Primo turno |  |  | Ultimo turno | Ultimo turno   | Ultimo turno   | Ultimo turno | Ultimo turno |  |
|  |             |                      |                      |             |             |  |  |              |                |                |              |              |  |
|  | 2           | Alizé Cornet         | Alizé Cornet         | 6           | 6           |  |  |              |                |                |              |              |  |
|  |             | Valentina Ivakhnenko | Valentina Ivakhnenko | 2           | 1           |  |  | 2            | Alizé Cornet   | Alizé Cornet   | 6            | 6            |  |
|  |             | Vera Zvonarëva       | Vera Zvonarëva       | 6           | 6           |  |  |              | Vera Zvonarëva | Vera Zvonarëva | 3            | 4            |  |
|  | 8           | Margarita Gasparyan  | Margarita Gasparyan  | 2           | 2           |  |  |              |                |                |              |              |  |

### Sezione 3
|  | Primo turno | Primo turno           | Primo turno           | Primo turno | Primo turno |  |  | Ultimo turno | Ultimo turno          | Ultimo turno          | Ultimo turno | Ultimo turno |  |
|  |             |                       |                       |             |             |  |  |              |                       |                       |              |              |  |
|  | 3           | Vitalia Diatchenko    | 68                    | 7           | 6           |  |  |              |                       |                       |              |              |  |
|  | WC          | Daria Mishina         | 7                     | 5           | 3           |  |  | 3            | Vitalia Diatchenko    | Vitalia Diatchenko    | 7            | 6            |  |
|  |             | Anastasiya Komardina  | Anastasiya Komardina  | 3           | 3           |  |  | 10           | Natalia Vikhlyantseva | Natalia Vikhlyantseva | 63           | 4            |  |
|  | 10          | Natalia Vikhlyantseva | Natalia Vikhlyantseva | 6           | 6           |  |  |              |                       |                       |              |              |  |

### Sezione 4
|  | Primo turno | Primo turno        | Primo turno        | Primo turno | Primo turno |  |  | Ultimo turno | Ultimo turno      | Ultimo turno      | Ultimo turno | Ultimo turno |  |
|  |             |                    |                    |             |             |  |  |              |                   |                   |              |              |  |
|  | 4           | Kristie Ahn        | 6                  | 4           | 6           |  |  |              |                   |                   |              |              |  |
|  |             | Valeriya Strakhova | 2                  | 6           | 3           |  |  | 4            | Kristie Ahn       | Kristie Ahn       | 7            | 6            |  |
|  | WC          | Polina Kudermetova | Polina Kudermetova | 1           | 1           |  |  | 12           | Tereza Martincová | Tereza Martincová | 6(1)         | 4            |  |
|  | 12          | Tereza Martincová  | Tereza Martincová  | 6           | 6           |  |  |              |                   |                   |              |              |  |

### Sezione 5
|  | Primo turno | Primo turno         | Primo turno         | Primo turno | Primo turno |  |  | Ultimo turno | Ultimo turno       | Ultimo turno | Ultimo turno | Ultimo turno |  |
|  |             |                     |                     |             |             |  |  |              |                    |              |              |              |  |
|  | 5           | Tímea Babos         | 3                   | 6           | 7           |  |  |              |                    |              |              |              |  |
|  |             | Kamilla Rakhimova   | 6                   | 4           | 65          |  |  | 5            | Tímea Babos        | 7            | 3            | 2            |  |
|  | WC          | Ekaterina Shalimova | Ekaterina Shalimova | 2           | 1           |  |  | 9            | Liudmila Samsonova | 5            | 6            | 6            |  |
|  | 9           | Liudmila Samsonova  | Liudmila Samsonova  | 6           | 6           |  |  |              |                    |              |              |              |  |

### Sezione 6
|  | Primo turno | Primo turno         | Primo turno         | Primo turno | Primo turno |  |  | Ultimo turno | Ultimo turno       | Ultimo turno       | Ultimo turno | Ultimo turno |  |
|  |             |                     |                     |             |             |  |  |              |                    |                    |              |              |  |
|  | 6           | Anastasia Potapova  | Anastasia Potapova  | 6           | 6           |  |  |              |                    |                    |              |              |  |
|  |             | Martina Di Giuseppe | Martina Di Giuseppe | 1           | 4           |  |  | 6            | Anastasia Potapova | Anastasia Potapova | 6            | 6            |  |
|  |             | Cristina Bucșa      | 7                   | 2           | 4           |  |  | 11           | Pauline Parmentier | Pauline Parmentier | 3            | 1            |  |
|  | 11          | Pauline Parmentier  | 5                   | 6           | 6           |  |  |              |                    |                    |              |              |  |